# Dallas SeventyFive
Dallas SeventyFive – album koncertowy Elvisa Presleya, składający się z utworów nagranych 6 czerwca 1975 w Dallas. Elvis miał na sobie Black Phoenix suit. Album został wydany w 1975 roku.

## Lista utworów
1. "I Got a Woman – Amen"
2. "Love Me"
3. "If You Love Me"
4. "Love Me Tender"
5. "All Shook Up"
6. "Teddy Bear – Don’t Be Cruel"
7. "Hound Dog"
8. "The Wonder of You"
9. "Burning Love"
10. "Intros"
11. "T-R-O-U-B-L-E"
12. "Why Me Lord"
13. "How Great Thou Art"
14. "Let Me Be There"
15. "American Trilogy"
16. "Funny How Time Slips Away"
17. "Little Darlin'"
18. "Mystery Train - Tiger Man"
19. "Can’t Help Falling In Love"
20. "Closing Vamp"